# ماكسيم تيسوت
ماكسيم تيسوت (13 أبريل 1992 بغاتينو في كندا - ) هو لاعب كرة قدم كندي في مركز الوسط. شارك مع منتخب كندا لكرة القدم. أما مع النوادي، فقد لعب مع إمباكت مونتريال وTrois-Rivières Attak ‏ وFC Montreal ‏.

## وصلات خارجية
- ماكسيم تيسوت على موقع الدوري الأمريكي (الإنجليزية)
- ماكسيم تيسوت على موقع قاعدة بيانات كرة القدم.إي يو (الإنجليزية)
- ماكسيم تيسوت على موقع ناشيونال فوتبول تيمز (الإنجليزية)
- ماكسيم تيسوت على موقع Soccerbase.com (لاعب) (الإنجليزية)
- ماكسيم تيسوت على موقع Soccerway.com (الإنجليزية)
- ماكسيم تيسوت على موقع عالم كرة القدم.نت (الإنجليزية)
- ماكسيم تيسوت على موقع AS.com (الإسبانية)